# Pritanis
En la mitología griega, Pritanis es  un rey de Esparta legendario, de la dinastía Europontíadas, que sucedió a su padre, Euripon. Bajo su reinado nació la enemistad entre los lacedemonios y los argivos
Fue sucedido por Polidectes.

## Source
- Pausanias, Description de la Grèce [détail des éditions] [lire en ligne] (III, 7).